# Жак дьо Сен Жорж
Джеймс от Сейнт Джордж (на английски: James of Saint George), познат още като Жак дьо Сен-Жорж д'Есперанш (на френски: Jacques de Saint-Georges d'Espéranche) е виден средновековен архитект от Савой, построил много от замъците на Едуард I, включително Конуи, Харлех, Карнарвън (започнати 1283 г.) и Биумарис в Ангълси (започнат 1295 г.).

## Галерия
- Замък Ивердон
- Шато де Шийон
- Карнарвън, видян от морето
- Порта на краля, Карнарвън
- Замък Конуи
- Замък Конуи
- Замък Биумарис
- Замък Харлех
- Замък Ръдлан
- Замък Флинт